# مجبل جوید
مجبل جوید (عربی: مجبل جويد) بازیکن فوتبال اهل عراق بود.
وی همچنین در تیم ملی فوتبال عراق بازی کرده‌است.